# El forn del rei
Lo Forn del Rey (El forn del rei, en català normatiu) és un drama en tres actes i en vers, original de Frederic Soler, estrenat la nit del 23 de març de 1880, al Teatre Romea de Barcelona.
L'acció passa a Barcelona, durant el regnat del rei Pere el del punyalet.

## Repartiment de l'estrena
- Anna Maria: Mercè Abella
- Marianna: Caterina Mirambell
- Pere Anton: Iscle Soler
- El patró de la nau: Andreu Cazurro
- El Comte d'Oris: Josep Girval
- Climent: Hermenegild Goula
- Daniel: Frederic Fuentes
- Janot: Lleó Fontova
- El Roig: Emília Casas
- Un mosso del forn: Joan Prat
- Soldats, patges, jutges, nobles, poble, fadrins del forn.[3]